# Generální stávka 14. října 1918

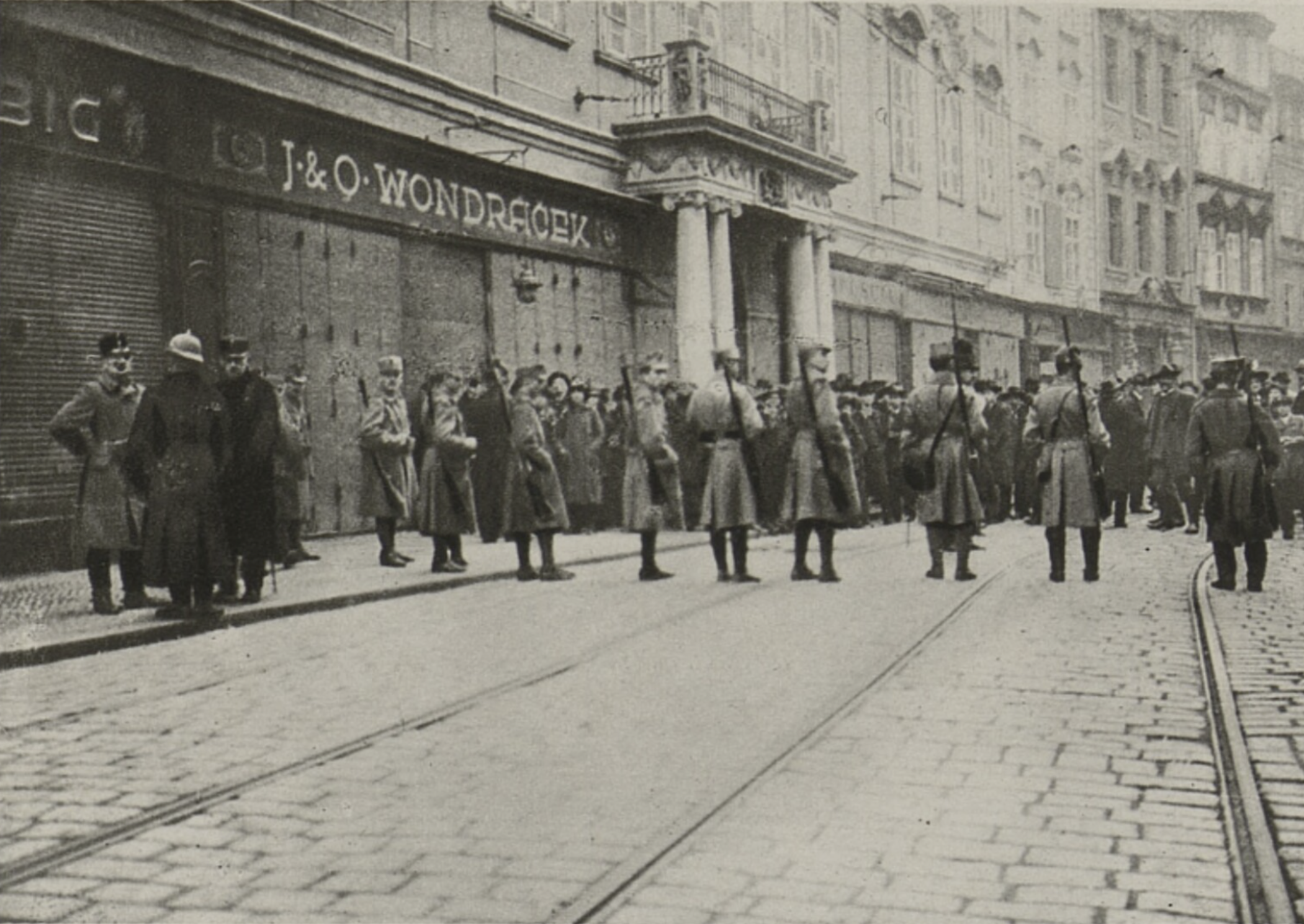
Stávkující a rakousko-uherští vojáci v ulicích Prahy (14. října 1918)

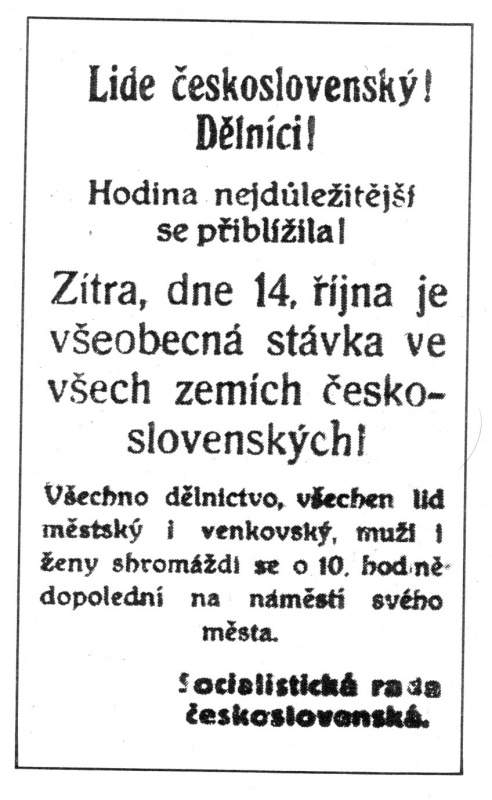
Provolání ke stávce.

Generální stávka vyhlášená dne 14. října 1918 byla jednou z událostí, která předcházela vzniku Československa a konci první světové války.

## Pozadí stávky
K oznámení stávky došlo v atmosféře hroutícího se Rakousko-Uherska, kdy se předpokládal rychlý konec války. Situace na všech frontách se vyvíjela v neprospěch Centrálních mocností. Prohlášení bylo zveřejněno dne 12. října 1918.
Stávku svolala Socialistická rada (orgán sdružující sociální demokraty a národní socialisty). Zpočátku předpokládala vyhlášení sociálně spravedlivého státu nezávislého na Rakousko-Uhersku. Hlavním důvodem byl ale široce rozšířený hlad a vývoz obilí a uhlí z Čech pro potřeby rakousko-uherské armády na frontě. Celý rok 1918 byl v českých zemích (ale i jinde v Rakousko-Uhersku) poznamenán stávkami, demonstracemi a dezercemi vojáků. Toto téma později rezonovalo i ve dni vzniku Československa 28. října 1918, kdy Národní výbor převzal Válečný obilní ústav, který řídil distribuci obilí a mouky.

## Průběh stávky

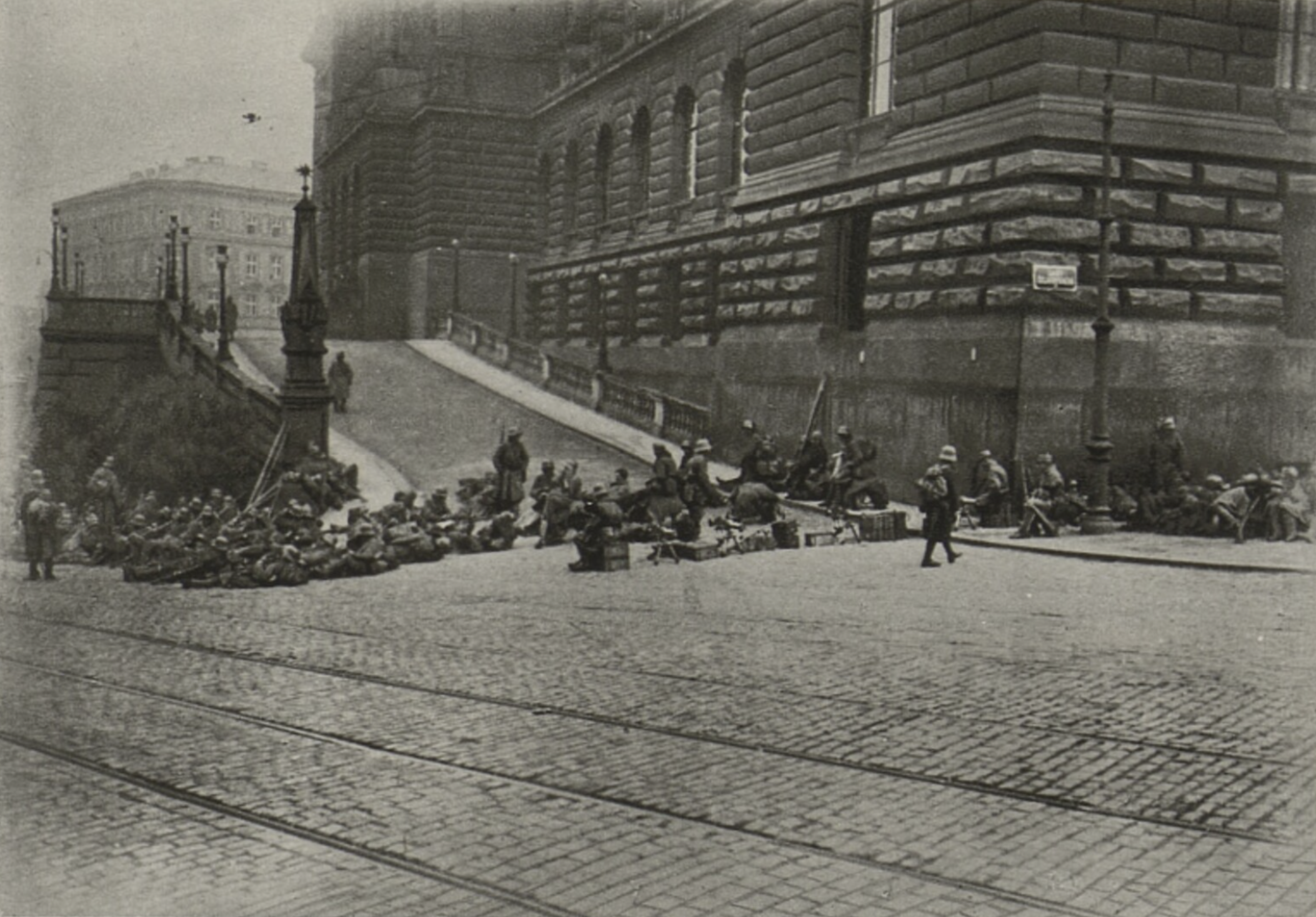
Uherští vojáci před Národním muzeem na Václavském náměstí (14. října 1918)

Když se o záměru vyhlásit stávku dozvěděl zástupce velitele pražské vojenské posádky, maršál Eduard Zanantoni, nechal v Praze rozmístit vojsko. Přítomnost bezpečnostních sil tak znemožnila rozsáhlejší demonstrace a politické manifestace. Samotná stávka nicméně proběhla úspěšně. Práci zastavila většina továren a závodů na území Čech, některé na Moravě a jen velmi málo ve Slezsku. V Praze se do stávky zapojilo cca 35 tisíc dělníků.
Národní výbor se obával krveprolití, snažil se připravené demonstrace odvolat a distancoval se od zamýšleného vyhlášení samostatnosti, protesty se ale odvolat nepodařilo. K násilí ale nedošlo. Obával se, že Socialistická rada vyhlásí nový stát předčasně a bezpečnostní složky věrné zanikajícímu Rakousko-Uhersku budou schopné celou akci potlačit.
Někteří z vůdců Socialistické rady byli posléze zatčeni.

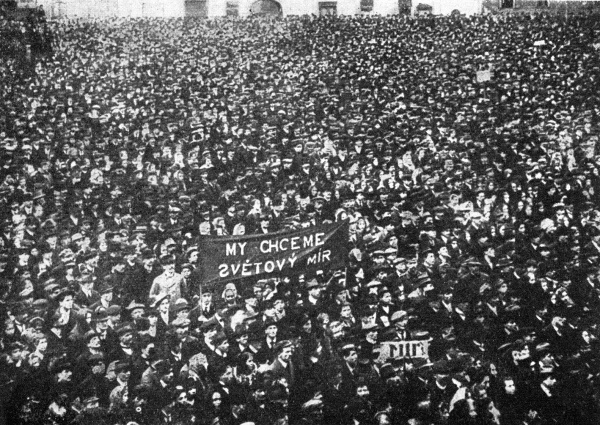
Manifestace na hlavním náměstí na Kladně (14. října 1918)

Zprávy o avizované stávce se šířily živelně po všech částech Čech, Moravy a Slezska. V jihočeském Písku byly interpretovány jako vznik nového státu, a tak Písečtí namísto stávky vyhlásili omylem republiku o dva týdny dříve. Organizátoři z akčního výboru Socialistické rady sice zvažovali v den stávky vyhlásit oficiálně republiku, z tohoto záměru ale ustoupili poté, co se dozvěděli o přítomnosti vojsk a bezpečnostních složek v Praze. Odvolány tak byly avizované pochody dělníků z továren na okraji Prahy do středu města. Na Staroměstském náměstí se měl uskutečnit tzv. tábor lidu, který byl ale také zrušen.

## Reakce na událost
Tyto události vyděsily rakousko-uherskou vládu, která se velmi obávala chaosu a vzestupu bolševismu. Dne 16. října do Prahy poslala majora Rudolfa Kalhouse, aby s českými vůdci dohodl udržení kázně u českých pluků. Rašín mu to slíbil výměnou za slib lepšího přístupu Vídně vůči Čechům.
Stávka nepříjemně překvapila Národní výbor československý, který se od ní distancoval. O několik dní později na jednání mezi zástupci Národního výboru a Socialistickou radou došlo k rozhodnutí, že všechny události tohoto charakteru bude do budoucna řídit pouze Národní výbor.
Ještě téhož dne byla představena Prozatímní československá vláda v čele s Tomášem Garrigue Masarykem.